# Armenien
Armenien (armensk: Հայաստան, tr. Hayastan, Hayq), officielt Republikken Armenien (armensk: Հայաստանի Հանրապետություն, tr. Hayastani Hanrapetut’yun), er en suveræn stat i Kaukasus i det vestlige Asien med geopolitiske bånd til Europa. Landet er beliggende i Kaukasusregionen og grænser op til Georgien i nord, Aserbajdsjan i øst, Iran og en eksklave tilhørende Aserbajdsjan i syd og Tyrkiet mod vest. Armenien har et areal på 28.203 km² og har 2.930.450(2017) indbyggere. Hovedstaden er Jerevan, der er beliggende nær grænsen til Tyrkiet.
Landet har i århundreder været korsvejen mellem øst og vest. Armenien deltager aktivt i SNG-samarbejdet og er medlem bl.a. af FN, Europarådet, WTO og OSCE.

## Historie

### Oldtid
Da landet Ur gik i opløsning, dannede dets territorium rammen om det antikke armenske kongeriges fødsel. Armeniens første regenter var den persiske shahs satrapper – vicekonger. Denne epoke omtales i Xenofons og Herodots værker. Xenofons bog Anabasis indeholder en beskrivelse af de 10.000 grækeres tilbagetog fra Armenien i 401-400 f.v.t. Det var et vidnesbyrd om, at Armenien var rigt på landbrugsarealer med kvægavl, vin, hvede og frugt.
Efter Alexander den Stores erobringstogter og opblomstringen af Seleukide-imperiet indledtes 'helleniseringen' af Armenien, der spillede en vigtig rolle i landets kulturliv. Seleukidernes stat faldt i romernes hænder i 190 f.v.t., og Armenien blev en selvstændig stat. Den lokale regent udråbtes til konge af Storarmenien under navnet Artashes den 1.
Det blev indledningen til en guldalder, som kulminerede under Tigrán den 2. – eller den Store. Han samlede alle de armensktalende områder og annekterede adskillige naboregioner. Armenien strakte sig fra Middelhavet i syd over Sortehavet i nord til det Kaspiske Hav i øst. Tigrans imperium blev snart besejret af de romerske og partiske hære. Armenien udnævntes til 'Det romerske folks ven og allierede' en almindelig eufemisme om Roms vasalstater.

### Romerne, perserne og Byzans
I de første fire århundreder af vores tidsregning var Armenien tæt på at miste sin selvstændighed. I 428 ophørte det med at være en stat, da det romerske imperium og den nye persiske kongedømme enedes om at dele landet. Et monument fra denne epoke er det græske tempel i Garni, tæt ved Jerevan.
Armenien blev i 301 det første land i verden, som indførte kristendommen som statsreligion. På denne tid grundlagde den første patriark af Armenien, Gregor Lysbringeren, et kloster i Ejmiatsin, som eksisterer den dag i dag, og som blev hovedsæde for den armenske kirkes patriarker. Kirken identificerede sig fra da af med den armenske folkekarakter, da religionen sikrede den folkelige enhed, mens landet igennem længere tid var uden selvstændig statsledelse.
Munken Mesrop Masjtots opfandt i 405 et alfabet og skabte Armeniens eget skriftsprog. Bogstaverne i dette alfabet er bevarede op til vor tid og har medvirket til, at der har eksisteret en lige linje i armeniernes kultur fra Antikken over Middelalderen til moderne tid. I det 5. århundrede blomstrede både den religiøse og verdslige litteratur og den armenske historieskrivning; senere udvikledes også naturvidenskaberne. Anania Shirakatsi påstod allerede i det 7. århundrede, at Jorden var rund og fremsatte en hypotese om, at der eksisterede adskillige planeter beboede af intelligensvæsener. [kilde mangler]
I det 5. og 6. århundrede deltes Armenien mellem Byzans og Persien. Perserne forsøgte at eliminere kristendommen fra de østlige områder af Armenien, hvor de kristne stod stærkt. Det førte til en folkelig opstand. Prins Vartán Mamikonian, leder af den armenske hær, påtog sig lederskabet af oprøret. I år 451 kom det til et slag i Avaraev-dalen mellem den armenske hær på 60.000 mand under ledelse af Vartán, og den persiske hær, der var armenerne betydeligt overlegen. Armenerne blev besejrede og prins Vartán dræbt, men også perserne led betydelige tab. Efter slaget gav perserne afkald på muligheden for at påtvinge armenerne deres religion, og den armenske kirke
kanoniserede alle deres faldne.
I det 7. århundrede blev Persien invaderet af araberne, og de nye islamiske ledere annekterede også Armenien. Befolkningen kæmpede imod indtil slutningen af det 9. århundrede, hvor prins Ashot Bagratuni udråbtes til konge og uafhængig leder af Armenien. Denne tid beskrives i den episke fortælling 'David af Sasún'.
Velfærdsperioden under kong Bagratidas blev ganske kort. I slutningen af det 11. århundrede begyndte landet at vakle under presset fra byzantinerne og seldsjukkernes tyrkiske dynasti, der var kommet fra Centralasien. Mange armenske prinser overgav deres jord til den byzantinske kejser og modtog til gengæld jord i Kilikien. Det og frygten for tyrkerne førte til store udvandringer fra mange armenske områder.

### Fornyet selvstændighed og tab af samme
I slutningen af det 11. århundrede grundlagde Rubénidas-dynastiet en ny armensk stat i Kilikien, der overlevede de næste 300 år. Kilikien havde nære forbindelser til de vesteuropæiske nationer. De armenske styrker intervenerede i korstogene, og via giftermål introduceredes Rubénidas'erne til de europæiske ledere. Det kilikiske Armenien blev i 1375 erobret af de egyptiske mamelukker, der sørgede for at bevare litteraturen, kulturen og de videnskabelige landvindinger, mens det 'oprindelige' Armenien var udslettet af invasioner og krige.
De tyrkiske osmanner, der afløste Seldsjukkerne i slutningen af det 13. århundrede, indledte erobringen af Lilleasien. Konstantinopel erobredes i 1453, og tyrkerne fortsatte deres march mod øst, hvor de invaderede Persien. De talrige krige mellem Tyrkiet og Persien havde Armenien som slagmark, indtil det i det 17. århundrede deltes mellem de to islamiske imperier. På dette tidspunkt varetog kirken ikke alene mange verdslige opgaver, men forsøgte også at påkalde sig de kristne europæeres opmærksomhed over for det drama, som armenerne måtte gennemleve på flugt og langt fra hjemlandet. Karen Jeppe og flere andre danske kvinder arbejdede for at hjælpe flygtningene.
Flere af de kolonier, som armenske flygtninge grundlagde, eksisterer for øvrigt endnu.

### Rusland og Sovjet
Efter en ekspedition i 1722, der bragte de russiske tropper helt til Transkaukasien, hvor de besatte byen Baku og andre territorier, der tilhørte perserne, indledte de armenske fyrster i Nagornij Karabakh og enkelte naboregioner en opstand. Opstanden blev ledet af den armenske nationalhelt David-bek. Den russiske zar, Peter den Store, der havde lovet at hjælpe armenerne, døde, og Rusland underskrev en fredsaftale med Persien. En ny krig mod Persien indledtes i 1804 og afsluttedes i 1813 med Fredstraktaten fra Gulistan. Efter den indlemmedes Karakakh og nogle andre armenske områder i det russiske imperium.
Gennem det 19. århundrede førte Rusland adskillige krige mod Det Osmanniske Rige og Persien og annekterede lidt efter lidt nye armenske områder, og til slut tilfaldt hele den østlige del af Armenien russerne. I dette område boede mere end to millioner armenere. Størstedelen af Armenien med over fire millioner indbyggere tilhørte stadig Det Osmanniske Rige.
I det 20. århundrede forsvarede Rusland også Armenien mod invasioner og krige, og det østlige Armenien oplevede en velstandsperiode. Men armenerne i det osmanniske rige var udsat for forfølgelse og chikane. Der var ofte uroligheder og sammenstød, hvilket tyrkerne forsøgte at hindre med drastiske repressalier. De brugte som undskyldning, at armenerne under 1. verdenskrig støttede den russiske hær, der havde angrebet fra Transkaukasien. Derfor deporterede De unge Tyrkeres regime armenerne, og mellem 250.000 og to millioner døde. Tyrkiet anerkender ikke begivenhederne som folkedrab og reagerer kraftigt, når den kaldes det.
Da det russiske imperium kollapsede i 1917, proklameredes den selvstændige stat Republikken Armenien i Jerevan. Osmannerne angreb Armenien i 1918 og 1920. Selv om det lykkedes den armenske hær at vinde nogle sejre, oplevede den unge republik alvorlige økonomiske tilbageslag, og dens territorium blev kraftig beskåret. I slutningen af 1920 udråbtes Den Armenske Socialistiske Sovjetrepublik af en koalition bestående af kommunister og nationalister, og ved et oprør i februar 1921, væltedes den siddende regering. Med hjælp fra Den Røde Hær, der var ankommet fra Aserbajdsjan, overtog kommunisterne magten efter tre måneders hårde kampe.
Armenien, Georgien og Aserbajdsjan dannede i 1922 Sammenslutningen af Transkaukasiske Socialistiske Sovjetrepublikker, der lod sig optage i Sovjetunionen. For at undgå etniske konflikter mellem armenere og muslimer, vedtog det sovjetiske styre en separationspolitik, der tillod en deling af nationalitetsgrupper i administrative enheder, hvilket bevirkede at hele folkeslag blev flyttet. Den Selvstændige Socialistiske Sovjetrepublik Nakhitjevan proklameredes i 1923 med tilknytning til Azerbajdsjan renset for armenere, og samtidigt 'overtog' azerbajdsjanerne Nagornij Karabakh, der var et historisk armensk område, som Aserbajdsjan tidligere havde givet afkald på i 1920. Den transkaukasiske sammenslutning opløstes i 1936, og de involverede sovjetrepublikker søgte enkeltvis optagelse i Sovjetunionen.
I 1965 højtideligholdt armenere over hele verden mindet om folkedrabet i 1915. I Armeniens hovedstad krævede demonstranterne en tilbagelevering af området Nagornij Karabakh. Den første anmodning om genforening af Nagornij Karabakh og Armenien blev overbragt Sovjetunionens præsident Nikita Khrusjtjov i maj 1963, og var underskrevet af 2.500 indbyggere fra det opdelte område. Fra da af udvikledes to modsatrettede strømninger: En i Armenien med tilhængere af genforeningen og en i Aserbajdsjan med modstandere af den. I 1968 kom det til voldelige sammenstød mellem armenere og azerbajdsjanere i Stepanakert, hovedstaden i den de facto uafhængige republik Republikken Nagorno-Karabakh.

### Krig og selvstændighed
I forbindelse med de påbegyndte reformer i Sovjetunionen i slutningen af 1980'erne besluttede armenerne i Nagornij Karabakh, som udgjorde 30 % af befolkningen, ved en folkeafstemning, at blive genforenet med Armenien. Der fandtes ikke noget lokalt parlament i Karabakh til at ratificere beslutningen.
Den Panarmenske Nationale Bevægelse, som vandt valget i august 1990, var indstillet på at forsøge at opnå selvstændighed ad legal vej. Ved folkeafstemningen i september 1991 stemte 99,3 % for en separation fra Sovjetunionen. Det armenske parlament erklærede landet for selvstændigt, og i oktober valgtes Levon Ter-Petrosan til Armeniens præsident med 83 % de afgivne stemmer.
Aserbajdsjan svarede med en økonomisk og militær blokade af Nagornij Karabakh, der blev indledningen til væbnede kampe mellem de to republikker. Armenien blev medlem af De alliancefrie landes bevægelse i december 1991 og fuldgyldigt medlem af FN i februar 1992.
Den armenske økonomi begyndte at komme på fode igen i 1994 og 1995 til dels på grund af det gode forhold til Iran, som svækkede konsekvenserne af den aserbajdsjanske blokade. I maj 1994, hvor de armenske styrker, ifølge azerbajdsjanerne, havde erobret et område på 12.000 km², muliggjorde en russisk pression indgåelsen af en våbenhvile i Nagornij Karabakh. Omkring 30.000 mennesker mistede livet under krigen, og en million blev drevet på flugt. I løbet af 1995 og de første måneder af 1996 fortsatte fredsforhandlingerne mellem de stridende parter.
På trods af anklager for valgsvindel og voldsomme demonstrationer i gaderne indledte Ter-Petrosan sin anden valgperiode efter at være erklæret som vinder af valget i september 1996. Regeringerne i Jerevan og Moskva undertegnede i august 1997 en vidtgående aftale om politisk, økonomisk, videnskabeligt, kulturelt og forsvarsmæssigt samarbejde.
Utilfredsheden med de sociale forhold med en arbejdsløshed på 20 % af de erhversaktive og undertrykkelse af oppositionen førte til Ter-Petrosans fald. Han trådte tilbage i marts 1998 efter at være blevet ladt i stikken af de førende personligheder blandt sine medarbejdere i regeringen. Robert Kocharyan, der er født i Nagornij Karabakh, vandt anden valgrunde ved præsidentvalget den 30. marts efter at have besejret den tidligere leder af Kommunistpartiet, Karen Demirchian. Valget gjaldt til periodens afslutning i 1999.
Demirchian fik revanche ved parlamentsvalget i juni 1999, da han blev valgt til formand for parlamentet med 43 % af stemmerne. Nærmeste rival var kommunistpartiet, der fik 12 % af stemmerne. Men i oktober trængte en bevæbnet gruppe uden forbindelse til de politiske partier ind i parlamentet, hvor de dræbte premierminister Vazgen Sarkisian, Demirchian og flere andre parlamentsmedlemmer samt to ministre. Gruppen tog de øvrige parlamentsmedlemmer som gidsler, men efter at præsident Kocharian gik ind i forhandlinger med gruppen, besluttede den at nedlægge våbnene og overgive sig mod personlige garantier. I november udpegede præsidenten Aram Sarkissian til premierminister.

### Nyeste udviklinger
I februar 2000 blev Armenien optaget som almindeligt medlem af Europarådet. I midten af året bekræftede Europa-Parlamentet enstemmigt sin resolution fra 1987, hvorefter Tyrkiet først kan optages i EU, når det offentligt vedstår sit ansvar for folkedrabet på den armenske befolkning i 1918-20.
Samtidigt besøgte den russiske præsident Vladimir Putin Armenien. Ved den lejlighed undertegnedes en traktat, der gav den russiske hær ret til at forsvare Armeniens grænser mod Tyrkiet og Iran. Denne traktat skulle gå forud for dannelsen af en Fælles Sikkerhedssammenslutning bestående af Armenien, Rusland, Hviderusland, Kasakhstan, Kirgisistan og Tadsjikistan. Den blev et år senere en realitet ved et topmøde i Jerevan og cementerede landenes militære samarbejde mod den islamiske ekstremisme.
Flere tusinde samledes i Jerevan i oktober 2001 for at markere toårsdagen for angrebet på parlamentet. De krævede præsident Kocharians afgang og beskyldte ham for at skjule oplysninger om voldshandlingen og dens bagmænd.
Armenien blev medlem af WTO i februar 2003. Samme måned genvalgtes Kocharian som præsident, og i maj fik hans støttepartier flertal ved parlamentsvalget. De ledende oppositionspartier som Armeniens Revolutionære Føderation) har nægtet at anerkende resultatet.

## Geografi

### Topografi
Store dele af Armenien ligger 1.000-2.500 meter over havet (m.o.h.). Halvdelen af landet ligger højere end 2.000 m.o.h., og kun en tredjedel ligger lavere end 650 m.o.h.

### Klima
Det bjergrige landskab og højdeforskellene skaber et meget varieret klima.
Armeniens klima er markant kontinentalt: Somrene er tørre og solrige og varer fra juni til september. Temperaturen svinger mellem 22 og 36 °C, men den lave luftfugtighed mildner virkningen af de høje temperaturer. Aftenbrisen, der blæser ned fra bjergene, giver en forfriskende og afkølende virkning. Foråret er kortvarigt, mens efteråret er langt og kendt for det skinnende og farverige løv på træer og buske
Vintrene er kolde med masser af sne og temperaturer mellem -10 og -5 °C i perioden december til marts.
Da landet er meget bjergrigt, har højden over havet stor betydning for temperaturforholdene. Oplysninger om de gennemsnitlige forhold skal sænkes med 1° for hver 200 meter, man kommer til vejrs. Det betyder, at bjergsiderne kan være mærkbart køligere end længere nede. Omvendt betyder det også, at temperaturen på dalenes bund kan være højere, end gennemsnitstallene antyder.
Den årlige nedbørsmængde er på 250 mm i lavlandet, men 550 mm på bjergene. Det meste af nedbøren falder som sne. I Araratdalen er omkring 250 dage om året frostfrie, mens kun 150-200 dage er frostfrie på de mellemhøje bjerge. På de høje bjerge er der i løbet af et år ikke mere end 30-50 dage uden frost.
I gennemsnit har Armenien 2.700 solskinstimer pr. år.

## Natur

### Flora
I Armenien består vegetationen af mange typer af plantesamfund. Inden for kort afstand har man alt lige fra ørkenplanter til løvfældende og stedsegrønne skove, sumpområder og alpine sætere med mængder af vilde blomster. Armenien har flere end 3.500 plantearter (hvoraf de 105 er endemiske), og det er mere end halvdelen af alle de arter, man kan finde i den sydlige del af Kaukasus (Transkaukasien). Med et areal på bare lidt under 30.000 km² rummer Armenien altså en diversitet, der består af mange forskellige typer af plantesamfund på meget nært hold af hinanden.
Der er endda uberørte marker med vilde kornarter, som er forløberne for den første vilde hvede i den gamle verden. Man formoder, at de blev dyrket i Armenien allerede for 12-15.000 år siden. Disse hvedearter, kendt under deres videnskabelige navne som Triticum urartu og T. araraticum, har begge hjemme i Araratdalen, hvor de kan findes på små, beskyttede marker mellem byerne Jerevan og Garni.
Skovene dækker omkring 12 % af landets areal og findes mest i nordøst og sydøst. I nordøst vokser der løvfældende skove med egearter, bøg, avnbøg og – mere spredt – linde-, lønne- og askearter.
De træagtige planter, og dermed også landets skove og de åbne landskaber, led hårdt under krigsårene 1988-1994, hvor den eneste kilde til opvarmning var det træ, man kunne fælde og bringe hjem fra naturen. Det til trods er der stadig en storslået natur med skove, som er meget artsrige. En nylig opgørelse regner følgende buske og træer for at være naturligt hjemmehørende i Armenien:
| - Acer trautvetteri - Betula litwinowii - Almindelig buksbom (Buxus sempervirens) - Carpinus caucasica - Rød kornel (Cornus sanguinea) - Kvæde (Cydonia oblonga) - Smalbladet sølvblad (Elaeagnus angustifolia) - Orientalsk bøg (Fagus orientalis) - Almindelig ask (Fraxinus excelsior) - Almindelig havtorn (Hippophae rhamnoides) - Jasminum fruticans - Almindelig valnød (Juglans regia) - Almindelig liguster (Ligustrum vulgare) | - Malus orientalis - Hvid morbær (Morus alba) - Orientalsk gran (Picea orientalis) - Calabrisk fyr (Pinus brutia) - Pinus eldarica - Pistacia mutica - Orientalsk platan (Platanus orientalis) - Sølvpoppel (Populus alba) - Almindelig abrikos (Prunus armeniaca) - Fuglekirsebær (Prunus avium) - Weichsel (Prunus mahaleb) - Granatæble (Punica granatum) | - Almindelig pære (Pyrus communis subsp. caucasica) - Pyrus demetrii - Pilebladet pære (Pyrus salicifolia) - Kastanjeeg (Quercus castaneifolia) - Kaspisk eg (Quercus macranthera) - Armensk eg (Quercus pontica) - Almindelig hyld (Sambucus nigra) - Almindelig røn (Sorbus aucuparia) - Tamarix araratica - Almindelig taks (Taxus baccata) - Skærmelm (Ulmus laevis) - Almindelig jujube (Ziziphus jujuba) |

I 1994 etableredes "Armenia Tree Project" Arkiveret 24. december 2006 hos  Wayback Machine, der har til formål at indsamle penge til pleje og genplantning af skove i Armenien.

## Demografi

### Religion
Armenien var den første nation, der ophøjede kristendommen til en statsreligion. Det menes at være sket i år 301.
Kristendommen er i dag landets væsentligste og har rødder tilbage til det første århundrede. Ifølge overleveringen blev den armenske kirke grundlagt af to af Jesu disciple, Thaddæus og Bartholomæus, der missionerede i Armenien mellem år 40-60.
Over 93 % af de armenske kristne tilhører den Armenske Apostolske Kirke, der er en ortodoks kirkeretning, der i et vist omfang kan sammenlignes med Den koptiske kirke og Den syrisk-ortodokse kirke. Ud over den Armenske Apostolske Kirke er der i landet baptister, katolikker og et begrænset antal muslimer.

## Politik

### Ydre forhold
Armensk udenrigspolitik og økonomisk politik er bundet af en række ydre betingelser, som den til enhver tid siddende regering ikke kan ignorere. Betingelserne har fået landets skiftende regeringer til at trække i samme retning. Disse forhold er:
- Fjendskabet med naboen Azerbaijan, med hvem Armenien udkæmpede Nagorno-Karabakh-krigen fra 1988 til 1994, og igen kortvarigt i 2020. Azerbaijan opretholder derfor en blokade mod Armenien.
- Uenigheden med naboen Tyrkiet omkring Det armenske folkedrab – denne uenighed har medført, at Tyrkiet opretholder en blokade mod Armenien.
- Det kraftige jordskælv (6,9 på Richter-skalaen) i 1988 forårsagede massive ødelæggelser af landets infrastruktur.
- Bortset fra lidt minedrift har landet ikke nogle væsentlige råvarer.

Da Armenien ikke har nogen kyst, er landet helt afhængigt af sine naboer for både import og eksport. Særligt import af gas og olie er af helt afgørende betydning, da landet selv ikke har nogen olieproduktion. De mest naturlige handelsruter går gennem Tyrkiet (til Europa og Sortehavet) og Azerbaijan til Det Kaspiske Hav. Da både Tyrkiet og Azerbaijan har blokeret for handel med Armenien, er landet afængig af, at al handel skal gå gennem landets to andre naboer.

- Georgien: ligger nord for Armenien, og de to lande har et godt forhold til hinanden (selv om det siges, at armenerne anser georgierne for at være dovne, mens georgierne anser armenerne for at være morakkere). Georgien og Armenien deler en række historiske og kulturelle forhold, blandt andet hver sit eget alfabet, ligesom landene er de to ældste kristne lande i verden med egne helt uafhængige kirker. Georgien kan imidlertid ikke selv eksportere olie og gas nok til Armenien, så dette må importeres i transit fra Rusland sammen med en lang række andre varer. Ligeledes er Georgien ikke i sig selv stor nok til at være hovedaftager af armenske varer. Endelig er Georgien i krig med Rusland, ligesom der er borgerkrige. Landet har således ikke reelt kontrol over hele sit eget territorium.
- Iran: der stadig anses for en paria i den vestlige verden og tildels også i Rusland, har et godt forhold til Armenien. Armenien og Iran har ingen direkte konflikter og en fælles interesse i samhandel, da også Iran lider under isolation fra sine naboer. Armenien importerer store mængder olie og gas fra Iran. Landet eksporterer selv landbrugsprodukter og teknologi. Da Armenien har et kernekraftværk, er denne samhandel og den ret åbne grænse mellem de to lande i øvrigt genstand for storpolitisk interesse fra både USA og Rusland. Der har dog ikke været nogen konkrete eksempler på, at der skulle ske eksport af atomteknologi eller ekspertise fra Armenien til Iran.
- Rusland: omtales nogle gange som Armeniens femte nabo, selvom landene ikke reelt deler grænse. Trods Armeniens gode forhold til Georgien og Iran opretholder Armenien også et særdeles godt forhold til Rusland. Eksempelvis har landet anmodet russerne om at opretholdels en russisk militærbase i landet som modvægt til den formodede militære trussel fra Tyrkiet. Rusland er Armeniens største handelspartner, næst efter Iran.
- USA: spiller også en særdeles vigtig rolle i Armensk udenrigspolitik, og de to lande har et særdeles godt forhold – til trods for venskabet med Rusland og Iran. Der er en stor armensk diaspora i USA, der sender penge til Armenien og investerer i armensk erhvervsliv.

Politiske analytikere har fremhævet, at det er imponerende, at Armenien kan holde sig på god fod med både Iran, Rusland og USA på en gang. Det er også værd at bemærke, at Armenien trods de eksterne begrænsninger og jordskælvet i 1988 har kunnet opretholde markedsøkonomi og et nogenlunde velfungerende demokrati. Landet kunne være sunket ned i et økonomisk og politisk morads af korruption og svindel og være endt som eksempelvis Georgien, Moldova eller Kirgisistan. I disse tre tidligere sovjetrepublikker er demokratiet i praksis ikke fungerende, ligesom landene lider under borgerkrig og/eller omfattende etnisk betinget uro samt organiseret kriminalitet og korruption.

### Indre forhold
En positiv vurdering af Armeniens politiske forhold går på, at landet er et velfungerende demokrati og har en velfungerende (omend meget lille) økonomi med stort vækstpotentiale. Denne vurdering kunne på overfladen synes dækkende – i hvert fald indtil for få år siden, hvor væksten i den armenske økonomi syntes i gå i stå under den økonomiske krise. En negativ vurdering går på, at landets økonomiske vækst udelukkende skyldtes en helt ustyret økonomisk sektor, der alene voksede som følge af den generelt positive økonomiske tilstand. Og at væksten ikke havde nogen substans i form af øget produktion og flere arbejdspladser, samt at væksten skete på en måde, der første til ekstremt stor ulighed i befolkningen med en meget lille gruppe af meget rige finansfyrster. Begge udlægninger er til dels rigtige. Der har været vækst, der dog er gået i stå, og størstedelen af befolkningen er meget fattig. Alligevel synes både overklassen og resten af befolkningen at trække i retning af et land med fungerende demokrati og markedsøkonomi efter vesteuropæiske model – men om de politiske og økonomiske forhold også vil give mulighed for en øget social sikring, er endnu uafklaret. Hospitaler og uddannelsessteder er lige så velfungerende som i eksempelvis de baltiske lande. Til gengæld er socialhjælp under arbejdsløshed næsten ikke eksisterende. At genskabe den økonomiske vækst uden, at det medfører social uro og måske politisk ustabilitet, er landets største politiske udfordring.

### Præsidenter
Armenien har haft tre præsidenter siden selvstændigheden i 1991, og præsidentvalgene har været præget af betydelige uregelmæssigheder.
Levon Ter-Petrossian var det nye uafhængige Armeniens første præsident, fra 1991 til 1998. Efter en 5-års periode blev han genvalgt i 1996, men blev beskyldt for valgsvindel. Beskyldningerne blev i nogen grad støttet af internationale observatører. Ter-Petrossian var i begyndelsen populær, og genvalget skyldtes ikke valgsvindel alene. Men populariteten aftog, efterhånden som det blev klart, at landets økonomi var dårlig og kaotisk, og efter at han fik sat nogle af oppositionens ledere i fængsel.
I forbindelse med en fredsaftale med Azerbijan i 1998 blev han tvunget til at træde tilbage, da han havde et stort flertal af både parlamentet og af sin egen regering imod sig. Fredsaftalen kunne derfor ikke ratificeres.
Robert Kocharyan, der var Ter-Petrossians premierminister, blev Armeniens anden præsident ved præsidentvalget i 1998 og kom til at sidde den maksimale periode på 10 år efter genvalg i 2003. Ved valget i 1998 var oppositionens hovedkandidat Karen Demirchyan. Han tabte præsidentvalget, men blev valgt til formand for parlamentet i 1999. I oktober 1999 trængte en bevæbnet gruppe uden forbindelse til de politiske partier ind i parlamentet og dræbte premierminister Vazgen Sarkissian, Karen Demirchian, to ministre og flere andre parlamentsmedlemmer. Gruppen tog de øvrige parlamentsmedlemmer som gidsler, men efter at præsident Kocharyan gik ind i forhandlinger med gruppen, besluttede den at nedlægge våbnene og overgive sig efter at have opnået personlige garantier. I november udpegede præsidenten Aram Sarkissian til premierminister. Nogen påstår, at præsident Kocharyan i virkeligheden stod bag denne "henrettelse" for at eliminere Karen Demirchian, men der er aldrig fremkommet beviser for denne påstand. De, der hævder, at der var tale om et komplot, hæfter sig ved, at den bevæbnede gruppe ikke havde nogen klare mål og på mange måder ikke optrådte som "rigtige" terrorister – dette førte til spekulationer om, at de blot var hyrede lejemordere, der optrådte som terrorister for at dække over deres egentlige forehavende.
Ved valget i 2003 var der beskyldninger om valgsvindel fra begge sider i valget – modkandidaten var Stepan Demirchyan – men internationale observatører bekræftede primært valgsvindel begået af Demirchyans støtter.
Ved præsidentvalget i 2008 blev Serzh Sargsyan, Kocharyans premierminister, Armeniens tredje præsident. Den primære modkandidat var tidligere præsident Levon Ter-Petrossian. Efter valget fremkom Ter-Petrossian med beskyldninger om valgsvindel, hvilket ledte til omfattende protester. Protesterne var så omfattende, at der blev erklæret undtagelsestilstand, og hæren blev sat ind mod demonstranterne – 10 blev dræbt under de efterfølgende kampe. I 2009 indgik Sargsyan en aftale med Tyrkiet om at normalisere forholdene mellem de to lande, mens forholdet til naboen Azerbaijan stadig er uafklaret.